# Großsteingräber bei Harmstorf (Dahlem)
Die Großsteingräber bei Harmstorf waren acht megalithische Grabanlagen der jungsteinzeitlichen Trichterbecherkultur bei Harmstorf, einem Ortsteil von Dahlem im Landkreis Lüneburg (Niedersachsen). Sie wurden im 19. Jahrhundert zerstört.

## Lage
Die Gräber 1, 2, 5 und 6 befanden sich nach Johannes Heinrich Müller und Jacobus Reimers auf der Koppel des Hauswirts Schoop, die Gräber 4, 7 und 8 auf der Koppel des Schulzen Meyer und Grab 3 auf der Koppel des Hauswirts Rosseburg.

## Beschreibung

### Grab 1
Grab 1 besaß eine ovale Hügelschüttung mit einer Länge von 7 m und einer Breite von 4 m. Die Umfassung bestand aus 14 Steinen. Über die Grabkammer liegen keine Angaben vor.

### Grab 2
Grab 2 besaß ebenfalls eine ovale Hügelschüttung mit einer Länge von 6 m und einer Breite von 3,2 m. Die Umfassung bestand aus 19 Steinen. Über die Grabkammer liegen keine Angaben vor.

### Grab 3
Grab 3 besaß ein rechteckiges Hünenbett mit einer Länge von 32 m und einer Breite von 4 m. Die Umfassung bestand aus 78 Steinen. Über die Grabkammer liegen keine Angaben vor.

### Grab 4
Grab 4 besaß ebenfalls ein rechteckiges Hünenbett mit einer Länge von 11,6 m und einer Breite von 2,6 m. Die Umfassung bestand aus 26 Steinen. Über die Grabkammer liegen keine Angaben vor.

### Grab 5
Grab 5 besaß ein rechteckiges Hünenbett mit einer Länge von 19,3 m und einer Breite von 3,2 m. Die Umfassung bestand aus 34 Steinen. Über die Grabkammer liegen keine Angaben vor.

### Grab 6
Grab 6 besaß ein rechteckiges Hünenbett mit einer Länge von 21 m und einer Breite von 4 m. Die Umfassung bestand aus 50 Steinen. Über die Grabkammer liegen keine Angaben vor.

### Grab 7
Grab 7 besaß ein rechteckiges Hünenbett mit einer Länge von 16,6 m und einer Breite von 3,2 m. Die Umfassung bestand aus 46 Steinen. Über die Grabkammer liegen keine Angaben vor.

### Grab 8
Grab 8 besaß ein rechteckiges Hünenbett mit einer Länge von 10,5 m und einer Breite von 4 m. Die Umfassung bestand aus 27 Steinen. Über die Grabkammer liegen keine Angaben vor.